# Брашер (Нью-Йорк)
Брашер (англ. Brasher) — місто (англ. town) в США, в окрузі Сент-Лоуренс штату Нью-Йорк. Населення — 2627 осіб (2020).

## Демографія
Згідно з переписом 2010 року, у місті мешкало 2512 осіб у 988 домогосподарствах у складі 676 родин. Було 1129 помешкань
Расовий склад населення:
| - 93,8 % — білих - 3,0 % — корінних американців - 0,2 % — чорних або афроамериканців - 0,2 % — азіатів |

До двох чи більше рас належало 2,3 %. Частка іспаномовних становила 1,8 % від усіх жителів.
За віковим діапазоном населення розподілялося таким чином: 25,6 % — особи молодші 18 років, 59,5 % — особи у віці 18—64 років, 14,9 % — особи у віці 65 років та старші. Медіана віку мешканця становила 40,1 року. На 100 осіб жіночої статі у місті припадало 96,4 чоловіків;  на 100 жінок у віці від 18 років та старших — 98,9 чоловіків також старших 18 років.
Середній дохід на одне домашнє господарство  становив 59 711 долар США (медіана — 54 102), а середній дохід на одну сім'ю — 64 480 доларів (медіана — 55 933). Медіана доходів становила 40 508 доларів для чоловіків та 26 842 долари для жінок. За межею бідності перебувало 11,6 % осіб, у тому числі 20,9 % дітей у віці до 18 років та 4,2 % осіб у віці 65 років та старших.
Цивільне працевлаштоване населення становило 1158 осіб. Основні галузі зайнятості: освіта, охорона здоров'я та соціальна допомога — 26,3 %, роздрібна торгівля — 10,7 %, транспорт — 10,2 %.